# Emiliano Zapata, Jalapa
Emiliano Zapata är en ort i Mexiko.   Den ligger i kommunen Jalapa och delstaten Tabasco, i den sydöstra delen av landet, 700 km öster om huvudstaden Mexico City. Emiliano Zapata ligger 15 meter över havet och antalet invånare är 692.
Terrängen runt Emiliano Zapata är mycket platt. Runt Emiliano Zapata är det ganska tätbefolkat, med 52 invånare per kvadratkilometer. Närmaste större samhälle är Río de Teapa, 5,5 km väster om Emiliano Zapata. Trakten runt Emiliano Zapata består till största delen av jordbruksmark.